# Боб Морлі
Роберт Альфред Морлі (англ. Bob Morley, нар. 20 грудня 1984, Канентон, Вікторія, Австралія) — австралійський телевізійний актор. Молодший із чотирьох дітей у сім'ї, його батько — ірландець, а мати — філіппінка. Морлі отримав популярність завдяки ролі Белламі Блейка в американському серіали «Сотня», де знімався на постійній основі з 2014 по 2020

## Біографія
Морлі виріс на фермі в Канетоні, містечку у штаті Вікторія, Австралія. Він син матері-філіппінки та австралійсько-ірландського батька, який помер, коли він був молодим. У Морлі є дві старші сестри та один старший брат. Він вивчав драму в школі до 11 класу, поки його не попросили не продовжувати. Морлі сказав Ейдж, що він був «неслухняним» студентом і не сприймав речі серйозно. Після того, як він закінчив 12 курс, він переїхав до Мельбурна і отримав ступінь інженера. Через рік він вирішив вступити на художнє мистецтво Університет Ла Троб і отримав агента.

## Кар'єра
Морлі розпочав свою кар'єру, знявшись в університетських п'єсах, включаючи Falling to Perfect і Tale From Vienna Woods , і короткометражних фільмах. Він з'явився у малобюджетному фільмі жахів 2005 року «Мертвий урожай» режисера Деміана Скотта та як статист у мильній опері «Сусіди». Того року він знявся у фільмі «Ангели з брудними обличчями», і його гра привернула до нього увагу режисерів кастингу Додому і в дорогу. Морлі приєднався до акторського складу фільму Додому і в дорогу у ролі Дрю Кертіса в 2006 році. За роль Дрю Морлі був номінований на премію «Найпопулярніший новий чоловічий талант». У травні 2007 року він з'явився у другій серії австралійських співочих конкурсів знаменитостей It Takes Two. 12 червня 2007 року він отримав найвищий бал, але був відхилений. У 2008 році Морлі покинув ]]Додому і в дорогу]] і отримав роль Тоні Моретті в серіалі «Стрічка» в екшн-серії Nine Network. Серіал було скасовано через низькі рейтинги після його першої сезону. Далі Морлі знявся в телевізійному фільмі Nine Network «Scorched» (2008). Морлі був номінований на Клеопремія журналу «Холостяк року».
У 2009 році він зіграв Лорку у п'єсі «Мертвий поет». Наступного року Морлі знявся в четвертому сезоні «Морського патруль»: у п’ятому епізоді під назвою «Втрачений рай». У 2011 році він знявся в австралійському трилері «Дорожній потяг» режисера Діна Френсіса. У червні 2011 року було оголошено, що Морлі приєднався до акторського складу «Сусідів» у ролі Ейдана Фостера, любовного інтересу Кріса Паппаса. Персонажі Морлі та Мейсона склали першу гей-пару серіалу. Морлі взяв десятитижневу перерву в милі, щоб знятися в повнометражному фільмі Blinder про Австралійські правила футболу. Він повернувся на знімальний майданчик «Сусідів» на початку червня 2012 року.
Морлі приєднався до акторського складу драматичного фільму «Загублені в Білому місті» у 2013 році. Того року він отримав роль Белламі Блейка у серіалі The CW «100». У 2018 році Морлі завершив семінар Warner Bros. Television Directors' Workshop. Він з'явився в третьому сезоні поліцейського процесу «Новобранець» у 2021 році. Він зіграв роль другого плану в австралійському романтичному драматичному серіалі «Любі мене», шестисерійній адаптації шведського серіалу Älska Mig, за участю акторського складу зокрема Г'юго Вівінг і Бояна Новакович.. Боб Морлі зіграє у науково-фантастичному фільмі режисера Еріка Бернарда «Я буду дивитися».

## Особисте життя

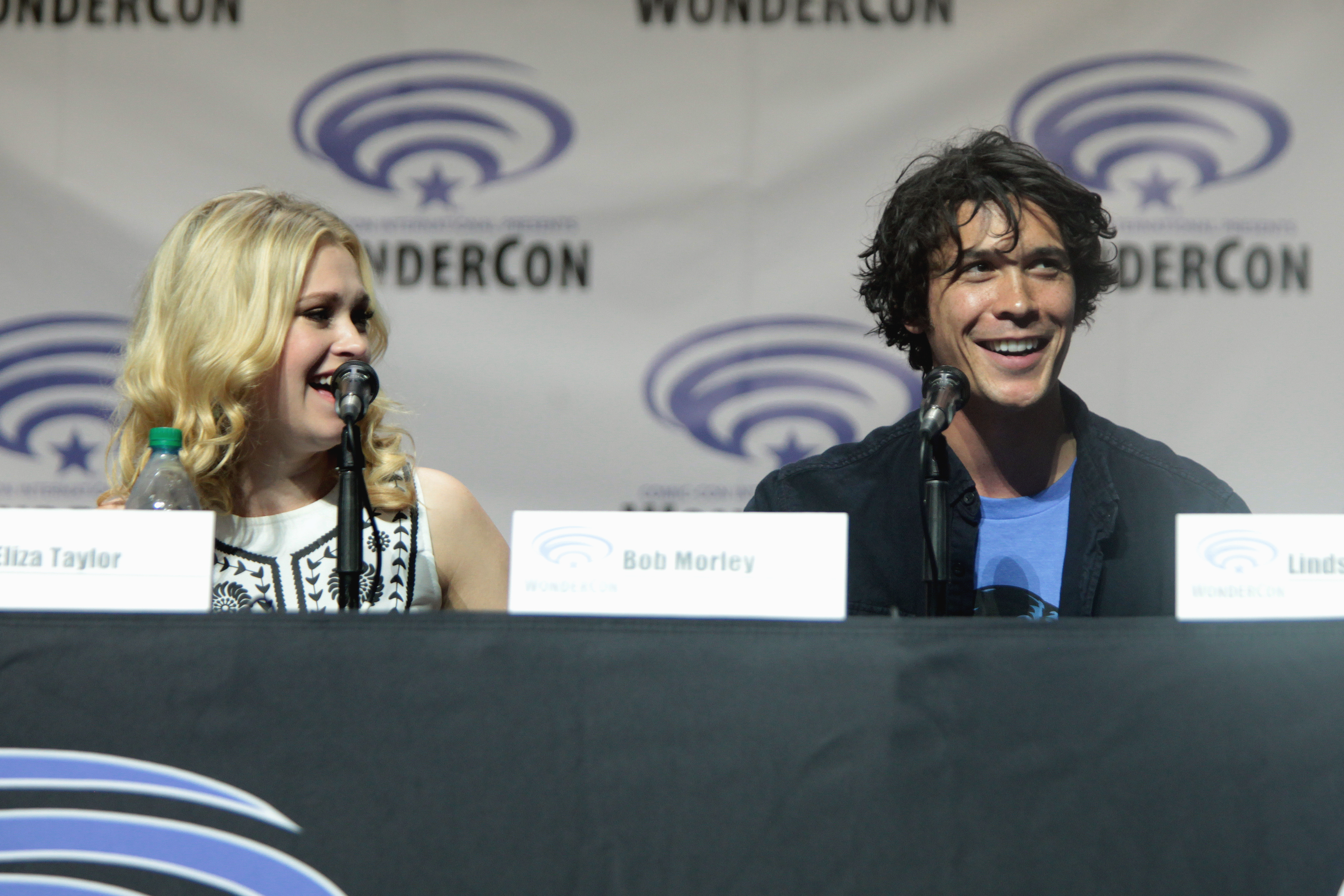
Боб Морлі та його дружина Еліза Тейлор

5 травня 2019 року Морлі одружився з Елізою Тейлор, його партнеркою по телесеріалу «100». Вони оголосили про шлюб 7 червня 2019 року. На початку 2020 року Морлі і Тейлор розповіли, що у неї стався викидень під час зйомок останнього сезону серіалу «100».
У лютому 2022 року Тейлор і Морлі оголосили через Instagram, що чекають на першу спільну дитину. 19 березня 2022 року Тейлор оголосила, що народила у пари першу дитину, сина.